# ویکتوریا شنادربک
ویکتوریا شنادربک (انگلیسی: Viktoria Schnaderbeck؛ زادهٔ ۴ ژانویهٔ ۱۹۹۱) بازیکن فوتبال اهل اتریش است.
از باشگاه‌هایی که در آن بازی کرده‌است می‌توان به باشگاه فوتبال زنان بایرن مونیخ و تیم فوتبال زنان آرسنال اشاره کرد.
وی همچنین در تیم ملی فوتبال زنان اتریش بازی کرده‌است.